# محمد علي سعيد
محمد علي سعيد (و.1951-) قاصّ وناقد فلسطيني.

## سيرة حياته

### مولده ونشأته
ولد محمّد علي أحمد محمود سعيد مصطفى في غرّة شهر أيّار مايو 1951، لوالدين أصلهما من قرية شعب، هما: علي أحمد محمود سعيد، وحنيفة أحمد ظاهر أسدي. نزح والداه عن قريتهما عام 1948 ولجآ إلى قرية البعنة، لكن محمد علي سعيد انتقل إلى مدينة طمرة، واتّخذها مقاماً له منذ عام 1975.
اقترن عام 1978 بزوجته وفيقة محمد توفيق حسن حجازي، وله منها خمسة أبناء، هم: عُلا، وعلي، وعرين، وعبير، وعروب. تلقّى تعليمه الابتدائيّ في القرية، ثمّ أكمل تعليمه الثّانوي في مدينة الناصرة.

### تعليمه
تلقّى تعليمه الابتدائيّ في قرية البعنة، وفي عام 1965 التحق بالمدرسة الثّانوية «يني ينّي» في كفر ياسيف، وتخرَّج منها عام 1969. انتسب عام 1975 إلى دار المعلمين العرب في حيفا، وقضى فيها عامين حصل بعدهما على شهادة «معلم مؤهل» للغة العربية. بدأ عام 1974 بمزاولة مهنة التدريس في مدرسة البعنة الابتدائية، ثمّ انتقل عام 1975 للتدريس في مدرسة «طمرة د» الابتدائية (الموجودة في خلة الشريف)، اختير عام 1984 للعمل مشرفاً تربوياً لمدرسي اللغة العربية في وزارة المعارف، وفي عام 1986 واصل تعليمه في دار المعلمين العرب في حيفا، وحصل منها على شهادة «معلم كبير للغة العربية»، وشرع خلال هذا العام بإلقاء محاضرات في الاستكمالات المدرسية في الأدب وعلم مناهج اللغة العربية، انضم عام 1990 إلى طاقم العاملين على كتابة مناهج للغة العربية للمرحلة الابتدائية في وحدة التفتيش، التابعة لوزارة المعارف في إسرائيل، كما عُيِّن في نفس العام كبيراً للمرشدين العرب في مشروعي التعلم التعاوني والنجاح للجميع ومحاضرا فيهما (وهما خاصان بمجال تعليم اللغات)، من إعداد جامعة حيفا، وبإشراف بروفسورة راحل لازروفتش، ود. بروريا شادل.
وخلال عمله واصل تعليمه في جامعة حيفا، وحصل منها عام 1994 على اللقب الأول في اللغة العربية وآدابها، وفي التربية (مساق علم المناج التعليمية)، ثم أكمل تعليمه في قسم التربية، وحصل عام 1998 على اللقب الثاني في علم التربية، اختصاص المناهج التعليمية. وفي العام 2000 أنهى دورة في إعداد وتأهيل مديري المدارس في كلية أورانيم. في عام 2005 قرر الخروج إلى التقاعد المبكر لأسباب مرضية.

## المسيرة المهنية

### مجال التربية والتعليم
بالإضافة إلى العمل الرسمي في التعليم والإرشاد والتفتيش من عام (1975-2005) فقد أشغل عضوية الكثير من اللجان التربوية والتعليمية، وذلك قبل خروجه للتقاعد، ومنها:
- لجنة إعداد امتحانات اللغة العربية في لواء الشمال.
- لجنة إعداد امتحانات المردود في اللغة العربية، برئاسة البروفسور
- لجنة التوجيه للغة العربية في وزارة المعارف
- لجنة بناء وإعداد مجموعة مهمات للغة العربية للمرحلة الابتدائية في قسم المناهج.
- لجنة موضوع اللغة العربية في وزارة المعارف.
- لجنة اختيار كتب المطالعة واقتراحها للمدراس بحسب الصفوف
- لجنة إعداد امتحانات قياس النجاعة والنمو في المدرسة.
- لجنة إعداد سلسلة كتب القراءة «الرائد» وكراريسها، للمرحلة الابتدائية.
- لجنة امتحانات بيرلز العالمية في جامعة تل أبيب، برئاسة
- اللجنة الأكاديمية للتعليم التعاوني والنجاح للجميع، برئاسة بروفسور: راحل لازروفتش.. في جامعة حيفا.
- 2009 لجنة التصور المستقبلي في تعليم اللغة العربية في البلاد. برئاسة بروفسور: محمد أمارة.

### مجال الأدب والثقافة والمجتمع
اضطلع محمد علي سعيد خلال حياته بمسؤوليات مختلفة، وأشغل مناصب عديدة، منها:
2011: عضو إدارة ومن مؤسسي جمعية مركز أدب الأطفال- الأسوار عكا.
2010: عضو مؤسس لاتحاد الكتاب الفلسطينيين – حيفا.
2008: عضو مؤسس لمنتدى المتقاعدين في مدينة طمرا.
2006: عضو إدارة مؤسسة الأسوار ومقرها في مدينة عكا.
2008: عضو إدارة جمعية أخوتي أنتم برئاسة د.بطرس دله ومقرها في كفر ياسيف.
90- 2008: عضو مؤسس وسكرتير جمعية مسرح الثقافة والفنون.
94- 2004: عضو سكرتارية أنصار الأدب والسلام العربية واليهودية.
1999: عضو جمعية المنتدى العالمي لثقافة السلام من خلال الأدب.
95- 1998: عضو المجلس الشعبي للتربية والفنون في دائرة الثقافة العربية ومقره في الناصرة.
1997: عضو هيئة تحرير مجلة «أمواج السلام» العبرية، والصادرة عن جمعية أنصار الأدب في البلاد.
1996: عضو مؤسس لنقابة الكتاب العرب العامة في البلاد.
1996- : عضو لجنة اختيار وتصنيف كلمات الأغاني التي ستشترك في مسابقة إبداع الأغنية العربية المحلية والتي كانت تُجرى في المركز الجماهيري في طمرا، كل عام
1995: محرر سلسلة إبداع الأطفال «قالت لي الرياحين» - جمعية «إنسان»- د. ماجد الحاج.
1994 وحتى الآن 2011: محرر في مجلة مواقف الأدبية.
87- 1993 عضو مؤسس وسكرتير رابطة الكتاب والأدباء الفلسطينيين في إسرائيل.
1984 وحتى الآن 2011. الالتحاق بأسرة تحرير مجلة الشرق الأدبية ثم سكرتيرا وحاليا رئيس تحريرها.
76- 1979: عضو هيئة تحرير مجلة «مشاوير» الصادرة عن رابطة الكتاب العرب في إسرائيل.
1972- إقامة رابطة الأقلام الشابة، ومقرها في عكا.

## مؤلفاته

### في المجال الأدبي
- مسافر في القطار. (آراء في جمل) 1972 طبعة أولى عن مكتب السلام في عكا، (مؤسسة الأسوار حاليا)، والطبعة الثانية عام 1972. (أول كتاب في نوعه في البلاد).

- كنوز اللغة العربية. (كراسة أولى)-1980. (وهو أول كتاب في فقه اللغة محليا).
- كنوز اللغة العربية. (كراسة ثانية)، خليل- حيفا، 1984.
- هدية الأم: مسرحية، شفاعمرو: مجلة الشرق، 1983.
- هل أنا آثمة: قصص قصيرة، 1972 (نشرت بعض قصصها، ولم تصدر في كتاب).
- في انتظار القرار: قصص قصيرة، شفاعمرو: مجلة الشرق، 1984.
- قراءات في الأدب المحلي، شفاعمرو: مجلة الشرق، 1995.
- العلم نور. مسرحية باللغة المحكية. 1994. (مع: راتب عواودة وعبد الله عيشان).
- الخروج من مرج ابن عامر: نوفيلا/ رواية قصيرة، عكا: دار الأسوار، 1997.نص الرواية: زكي درويش. والدراسة المقارنة: محمد علي سعيد. (مع الشيخ والبحر لآرنست همنجواي)
- حمد ومردخاي: قصص، النّاصرة: مجلة مواقف، 1997.
- هي الأم. مسرحية وملاحق، النّاصرة: دائرة الثقافة العربية.
- موسوعة «هي الأم». 2004، الرّينة: مركز الكتاب والعلوم.
- أحمد ومردخاي. 2009. صدر مترجما بالإنجليزية، في نيويورك.

### في مجال التربية والتعليم
- 1-A.B.C كراسة خط للإنجليزية 1985.
- قبل القراءة للصف الأول. 1986
- -سلسلة كتب «فهم المقروء» للصفوف الرابعة والخامسة والسادسة 1993.
- سلسلة كتب «أنا أقرأ أنا أفكر» لجميع صفوف المرحلة الابتدائية. 1989.
- منهاج اللغة العربية للمرحلة الابتدائية.2009.
- سلسلة كتب «الرائد» للقراءة في المرحلة الابتدائية. 1992.
- سلسلة كراريس تمارين الرائد للمرحلة الابتدائية. 1993
- مرشد المعلم في تدريس اللغة العربية للصفين: الثاني والثالث. 2000
- المرشد في تدريس اللغة العربية للصفوف: الرابع والخامس والسادس. 2004
- البستان للرابع والخامس. (نصوص أدبية ثنائية اللغة: عربية وعبرية) 2007.
- دليل كتاب البستان للرابع والخامس. 2007.
- مهمات النص.(كراسة لتوثيق يوميات المطالعة) 2008.